# Маджід Абдулла
Маджід Абдулла (араб. ماجد عبد الله, нар. 1 листопада 1958, Джидда) — саудівський футболіст, що грав на позиції нападника.
Виступав протягом усієї кар'єри за клуб «Аль-Наср» (Ер-Ріяд), а також національну збірну Саудівської Аравії, у складі якої утримує рекорд за кількістю забитих голів в офіційних матчах (67). За опитуванням IFFHS посів третє місце у списку найкращих футболістів Азії ХХ століття.

## Клубна кар'єра
Народився 1 листопада 1958 року в місті Джидда. Вихованець футбольної школи клубу «Аль-Наср» (Ер-Ріяд). Дорослу футбольну кар'єру розпочав 1977 року в основній команді того ж клубу, кольори якої і захищав протягом усієї своєї кар'єри гравця, що тривала цілих двадцять два роки. У складі «Аль-Насра» був одним з головних бомбардирів команди, маючи середню результативність на рівні 0,87 голу за гру першості.

## Виступи за збірну
У 1977 році дебютував в офіційних матчах у складі національної збірної Саудівської Аравії. Протягом кар'єри у національній команді, яка тривала 18 років, провів у формі головної команди країни 139 матчів, забивши 67 голів (рекорд збірної).
У складі збірної був учасником кубка Азії з футболу 1984 року у Сінгапурі, здобувши того року титул переможця турніру, чемпіонату світу 1994 року у США.

## Титули і досягнення

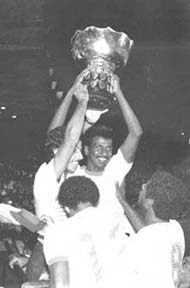
З Кубком Азії 1984

- Кращий бомбардир чемпіонату Саудівської Аравії: 1978—1979 (13), 1979—1980 (17), 1980—1981 (21), 1982—1983 (14), 1985—1986 (15), 1988—1989 (19)
- Кращий бомбардир Кубка націй Перської затоки: 1982 (по 3 м'ячі у 4 гравців)
- Володар Кубка Азії: 1984, 1988
- Срібний призер Азійських ігор: 1986
- Бронзовий призер Азійських ігор: 1982